# Кулата (светилище)
Праисторическият мегалитен комплекс в местността Кулата се намира в Община Стрелча, на 7 km южно-югозападно от гр. Копривщица и на 12 km северно-североизточно от гр. Стрелча.
Най-ранният културен пласт в комплекса датира още от Халколита, след което има прекъсване в Бронзова епоха, след което траките го припознават като свещена територия. Предполага се, че комплексът е играл важна роля в мито-ритуалните практики на владетелите на Одрисите населявали региона на Същинска Средна гора в Желязна епоха и късна Античност. На територията на комплекса се намира един от най-високите менхири в България – височината му е 5.80 m.

## Откритие
Първите теренни изследователски проучвания на обекта са осъществени още през 2008 г. от Николета Петкова, която първа публикува откритието в научната литература.

## Описание и особености
Светилищният комплекс в местността Кулата е разположен на билото на водоразделен рид, ориентиран в посока север-юг, със силно изразен наклон в южна посока. От източната си страна граничи с шосето Стрелча – Копривщица, от западната има стръмни, гористи склонове, които се спускат към дере, на юг плавно се спуска към местностите Гергински гьол и Исара.
Най-високата част представлява сравнително заравнена площадка от която се открива гледка към цялата Стрелчанска долина, върховете Бунай, Стръмонос от запад и Влък и Богдан на изток. Изсичанията по скалите са предимно кръгли и продълговати с приблизителни размери от 0,05 m до 0,50 m.
Доминиращ във височина е жертвеник, разположен върху два игловидни блока. Оформен е седалковидно, с диаметър от 0,90 m, като седящата част е с широчина 0,80 m, дължина 0,65 m и дълбочина 0,55 m. Съоръжението може да се причисли към групата на т. наречените „тронове“, известни от множество светилища на територията на Източното Средиземноморие. „Тронът” е разположен на главната ос, към Зимното слънцестоене. В южната му периферия е оформена лява стъпка (човешко стъпало), която се излива на югозапад. Горната част на жертвеника е осеяна от множество изсичания, като единствено на север няма улеи за изтичане.
Прецизно оформена дъговидна скална арка се наблюдава в южната част на площадката. Допряна е до единия от игловидните скални блокове, които поддържат трона. Височината в светлата част е 1,87 m и е широка 1,60 m Ориентирана е към югоизток, т.е. към пролетното и есенното равноденствие. Нишата, оформена от лявата страна по всяка вероятност е дарова.
Масивно скално съоръжение се наблюдава северно от арката. Каменна плоча е поставена върху няколко по-малки скали, като образува заслон. От долу е изсечена и е двускатно оформена, като по този начин се е образувал „зъб“ с височина от 0,50 m и дължина 2,35 m. Този зъб е положен върху югоизточната и източната подпора. Съоръжението е „стъпило“ на четири скални блока, които са добре оформени. Подобно съоръжение е регистрирано в Северен Пирин, в местността Капатника и се нарича пирустия. Ясно си личи улея, който пресича пирустията и продължава надолу по отвесната скала. В най-високата част под съоръжението височината е 1,65 m и е удобно за сядане. При северозападната подпора има кръгло изсичане с дълбочина от 0,50 m и диаметър 0,12 m. При сегашното положение на покривната плоча е невъзможно нейното изсичане, което предполага вторичното покриване на съоръжението.

## Връзка с други обекти
Учените предполагат, че мегалитните светилища от местностите Скумсале, Качулата и Кулата, както и все още неизследваните светилища Исара, Турчинов камък и Студен кладенец край град Стрелча са неразривно свързани.
Според доц. Гоцев обектите са събрани на изключително малка площ с голяма концентрация. Той предполага, че скалните образувания имат нещо общо с небесни явления, затова с екипа му са привлекли към проучванията археоастронома д-р Алексей Стоев. Интересен факт е например, че в местността Качулата обектите са така организирани, че точно на 22 юни – деня на лятното слънцестоене, през един от процепите да се вижда изгревът на слънцето.

## Изследователски екип
Първите теренни проучвания в района са осъществени след 2008 г. от Николета Петкова, която в качеството си на докторант в ЮЗУ „Неофит Рилски“ уведомява своя научен ръководител проф. Васил Марков. Проучванията в района на град Стрелча се извършват под ръководството на доц. д-р Алексей Гоцев и Николета Петкова. Консултанти на екипа са проф.Васил Марков, д-р Алексей Стоев – директор на филиала на ИКСИ (БАН) в Стара Загора, доц. д-р Деян Вангелов от СУ „Климент Охридски“.

## Пътеводител
Липсват каквито и да са указателни табели, които да насочват към обекта. Ориентир за мястото са заслон и чешма в близост до Републикански път III-606 между Стрелча и Копривщица.

## Фотогалерия
- Менхир
- Долмен
- Долмен (близък план)
- Скална площадка и менхир
- Ритуални издълбавания